# Церква святого апостола і євангеліста Іоана Богослова (Шибалин)
Церква святого апостола і євангеліста Іоана Богослова в Шибалині — парафія і храм Бережанського благочиння Тернопільської єпархії Православної церкви України в селі Шибалин Тернопільського району Тернопільської области. Пам'ятка архітектури місцевого значення.

## Історія церкви
Дерев'яний храм Воскресіння Христового в Шибалині був збудований у 1701 році.
Новий кам'яний храм був збудований і освячений у 1907 році на свято святого апостола і євангеліста Іоана Богослова. До 1000-ліття хрещення Руси-України збудували дзвіницю та провели капітальний ремонт храму. У 2007 році громада урочисто відсвяткувала 100-річчя з дня побудови нової кам'яної церкви. Новий престіл та внутрішній розпис храму освятив єпископ Тернопільський і Бучацький Нестор.
У 2001 році біля храму збудували каплицю з фігурою Божої Матері за проєктом Василя Павука.

## Парохи
- о. Теодозій Правнук (1872),
- о. Віктор Білінський (1882-1899),
- о. Іван Барановський (1900),
- о. Микола Садовський (1902-1918),
- о. Дмитро Митецький (1918-1944),
- о. Роман Смулка (1944-1979),
- о. Олексій Блажків (1980-1999),
- о. Іван Сіверський (з 1999).